# Teatro Amira de la Rosa
El teatro Municipal Amira de la Rosa es un complejo cultural de la ciudad colombiana de Barranquilla. Fue bautizado en honor de la escritora Amira de la Rosa, autora de la letra del himno de Barranquilla. Está ubicado en un estratégico sector de la ciudad donde confluyen los tradicionales barrios El Prado, Montecristo y Abajo, además de escenarios deportivos como el Palacio de Combates, la piscina olímpica y varias universidades. También es la sede del Área Cultural del Banco de la República en Barranquilla. Cumple una importante función de difusión cultural y es el principal escenario de la ciudad para la realización de exposiciones, conciertos, tertulias, festivales, presentaciones y encuentros.

## Historia
El proyecto original del teatro fue diseñado por la firma Zeisel, Magagna & Lignarolo, ganadora de la convocatoria que hizo la Sociedad de Mejoras Públicas en 1961 para su construcción. En 1980, la firma Barón y Macchi Ltda. definió los acabados y la parte técnica, con la coordinación de los arquitectos Hernán Vieco y Giovanni Macchi. El 19 de junio de 1980, la Sociedad de Mejoras Públicas celebró con el Banco de la República un comodato por 99 años, por medio del cual la entidad bancaria se haría cargo del funcionamiento y la administración del teatro.
Fue construido por la gestión de la Sociedad de Mejoras Públicas de Barranquilla y contó también con el apoyo de la Nación. Fue inaugurado el 25 de junio de 1982 por el presidente Julio César Turbay Ayala. La función de gala estuvo a cargo del Ballet Eddy Toussaint de Montreal, Canadá.
El teatro fue cerrado el 27 de julio de 2016, debido a un estudio técnico que concluyó que algunos de sus componentes estarían llegando al límite de su vida útil; además, el inmueble no fue construido según las actuales normas de sismorresistencia, y que la estructura se encuentra amenazada por la carbonatación y corrosión de algunos elementos estructurales.
El 28 de mayo de 2018, la Sociedad de Mejoras Públicas (SMP) de Barranquilla completó la cesión a perpetuidad del teatro a la sección cultural del Banco de la República de Colombia.
En 2023 se dieron a conocer las características de su restauración, la cual estará lista en 2027. Las obras están a cargo del arquitecto Daniel Bermúdez.

## Características
Área construida: 5832 m2.

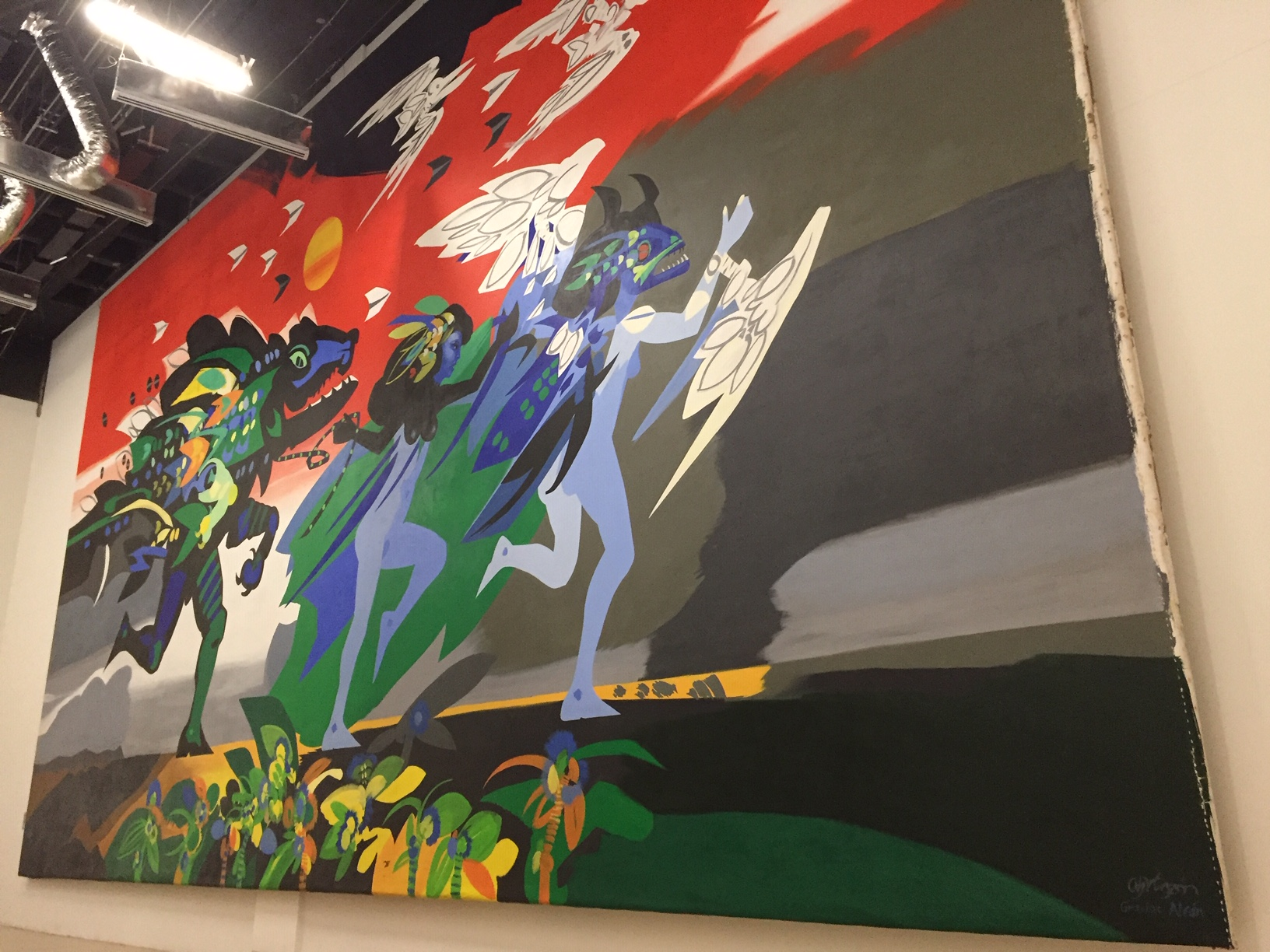
Telón "Se va el caimán", en custodia del Banco de la República

Área del predio donde se encuentra construido: 15 600 m2.
La sala principal tiene una capacidad de 492 espectadores, de los cuales 423 en platea y 34 en balcón. Cuenta a su vez con 949 palcos y 15 camerinos.
El telón de boca del teatro, “Se va el caimán”, fue diseñado por Alejandro Obregón en 1982. El escenario tiene una boca de 13,7 metros, un fondo de 8 m y 8 m de alto.La obra fue restaurada en 2019 a cargo del restaurador mejicano Rodolfo Vallin Magaña. Se encuentra guardado en las instalaciones del Banco de la República de Barranquilla.